# 672 Астарта
672 Астарта (672 Astarte) — астероїд головного поясу, відкритий 21 вересня 1908 року.
Тіссеранів параметр щодо Юпітера — 3,399.